# УФК Црвена звезда Гинис
УФК Црвена звезда Гинис је члан СД Црвена звезда од 24. децембра 1997. године и један је од најмлађих колектива у црвено-белој спортској породици. Клуб Црвена звезда Гинис у својој делатности обједињује професионални бокс, кјокушин карате и ултимат фајт.

## Историја
Оснивачи су проф. др. Мирослав Поповић и бивши боксер Црвене звезде Миодраг Стојановић, Гинисов рекордер по брзини и броју урађених трбушних склекова. Клуб је добио канцеларију у управној згради и постао је пуноправни члан Спортског друштва Црвена звезда. Почасни чланови клуба су Велизар Ђерић и Радомир Божовић, а огроман допринос развоју клуба дао је Зоран Анђић Војиновић.

## Успеси

#### Међународни успеси у професионалном боксу
Интерконтинетални шампиони:
Љубиша Симић и Саше Митрески.
Носиоци титуле Свесловенског првака:
Милорад Ђуковић и Јовица Првуловић.
Прваци Балкана:
Ратко Драшковић, Радослав Милутиновић и Пера Вујовић.